# عبد الله المصباحي
عبد الله المصباحي (1936 - 16 سبتمبر 2016)، هو مخرج مغربي أخرج عدة أفلام ببلده المغرب من بينها الصمت اتجاه ممنوع، وغداً لن تتبدل الأرض، و فيلم أفغانستان لماذا؟ الذي منع من العرض، قبل أن ينتقل للإقامة في مصر رفقة زوجته، وأبنائه التي منهم إيمان المصباحي التي اتبعت نفس مسار أبيها كمخرجة، وهناك كانت له عدة أفلام كمغربيات من القدس.
توفي يوم الجمعة 16 سبتمبر 2016 بعد معاناة طويلة مع مرض لم ينفع معه علاج.

## روابط خارجبة
- عبد الله المصباحي على موقع IMDb (الإنجليزية)
- عبد الله المصباحي على موقع قاعدة بيانات الأفلام العربية
- عبد الله المصباحي على موقع ألو سيني (الفرنسية)